# 申庚林
申 庚林（シン・ギョンニム、신경림、1936年4月6日 - 2024年5月22日）は、韓国の詩人である。忠清北道忠州市出身。本貫は鵝洲申氏。

## 略歴
申庚林の｢アシ｣ ｢墓碑｣などは、農民だけを対象にしたわけではなく、人間においての普遍的な寂しさと孤独をテーマにしている。
初めての詩集である『農舞』を発表してから、農民の生活の現場を描いた。彼の詩には、農民たちの苦しさを扱いながらも、そこには暖かい感動がある。他の労働詩に比べて、鬱憤や激烈な抗議、改革の意志などは相対的に少ないほうである。このような特徴は、申庚林の詩の長所であり、限界でもあると指摘されている。
『民謡紀行』『南漢江』『道』などの詩集は、韓国の民謡と地理などを素材にした。特に『南漢江』は、農民を主人公として韓国の歴史を見つめ直そうと試みている。それらは叙事的なスケールを感じさせる膨大な作品である。
がんとの闘病の末、2024年5月22日の午前に一山国立がんセンターで死去。88歳没。

## 受賞歴
- 1974年、第1回 萬海文学賞
- 1990年、第2回 怡山文学賞
- 1994年、第4回 丹齋文学賞
- 1998年、第6回 空超文学賞
- 1998年、第6回 大山文学賞
- 2001年、第6回 現代仏教文学賞
- 2001年、第2回 4.19文学賞
- 2002年、第6回 萬海賞
- 2007年、第4回 シカダ賞
- 2009年、第19回湖巌賞芸術部門

## 邦訳作品
- 『申庚林詩集ー農舞』姜舜 訳、梨花書房、現代韓国詩選、1977年12月

- 『ラクダに乗って』吉川凪訳、クオン、新しい韓国の文学、2012年5月
- 『酔うために飲むのではないからマッコリはゆっくり味わう』谷川俊太郎との対談、吉川凪訳、クオン (日韓同時代人の対話シリーズ01) 2015年3月

## 主な作品
詩集
- 1973年、『농무』(農踊)[5]
- 1985年、『민요기행1』(民謡紀行１)
- 1987年、『남한강』(南漢江)
- 1988年、『가난한 사랑노래』(貧しき愛の唄)
- 1989年、『민요기행2』(民謡紀行２)
- 1990年、『길』(道)
- 1996年、『갈대』(アシ)
- 1999年、『어머니와 할머니의 실루엣』(お母さんとお婆さんのシルエット)

評論集
- 1981年、『한국 현대시의 이해』(韓国の現代詩の理解)
- 1983年、『삶의 진실과 시적 진실』(人生の真実と詩的な真実)
- 1986年、『우리 시의 이해』(我々の詩の理解)